# Macaé
Macaé là một đô thị thuộc bang Rio de Janeiro, Brasil. Đô thị này có diện tích 1215,904 km², dân số năm 2007 là 160725 người, mật độ 132,2 người/km².